# Chloroclystis pauxillula
Chloroclystis pauxillula là một loài bướm đêm trong họ Geometridae.